# Klaus Voormann
Klaus Voormann (Berlim, 29 de abril de 1938) é um artista gráfico, músico e produtor musical conhecido por sua longa relação com a banda de rock britânica The Beatles, sendo o criador da arte gráfica do álbum Revolver de 1966, pelo qual ganhou o Grammy Award de Melhor Arte Gráfica, e da série The Beatles Anthology de 1996. Participou como baixista do grupo Manfred Mann.

## Primeiros anos
Filho de um médico, Klaus estudou piano clássico dos 5 aos 15 anos de idade. Sua família sempre manteve interesse pelas artes com destaque para música clássica e literatura, mas decidiram que seria melhor para Klaus estudar arte comercial em Berlim na "Meisterschule für Grafik und Buchgewerbe". Mais tarde mudou-se para Hamburgo para estudar na "Meisterschule für Gestaltung" onde conheceu Astrid Kirchherr e Jürgen Vollmer. Em 1960 Klaus já estava bem encaminhado em sua carreira de artista gráfico, tendo realizado diversos trabalhos como o compacto Walk Don't Run de Johnny Smith e um pacote de capas para a série Pioneers Of Jazz coleção de gravações raras de jazz lançada pela Coral Records, subsidiária da Decca Records.

## Anos 60 e a relação com os Beatles
Em 1960 os Beatles estavam se apresentando em Hamburgo no clube Kaiserkeller de Bruno Koschmider, Klaus Voormann aproximou-se de John Lennon apresentando-se como artista gráfico mostrando uma capa de disco que ele mesmo tinha desenhado. John Lennon não deu muita atenção e simplesmente pediu para Klaus conversar com Stuart Sutcliffe dizendo que era ele o artista do grupo. Naquela noite Stuart juntou-se a ele e seus amigos Astrid e Jürgen onde soube que os três eram ex-alunos da "Meisterschule für Mode" equivalente ao Liverpool Art College onde Lennon e Sutcliffe estudaram. John apelidou o trio de exis zombando de sua artificialidade de existencialistas.
A convite de George Harrison Klaus muda-se para Londres a fim de dar continuidade em sua carreira de artista gráfico comercial. Instalou-se no apartamento onde moravam George e Ringo Starr, conseguindo um emprego em uma agência onde trabalhou por cerca de cinco meses. Após um telefonema de um amigo perguntando a ele se gostaria de fazer parte de uma banda de rock, Klaus demitiu-se da agência, fez as malas e três dias depois estava de volta em Hamburgo tocando contrabaixo.
A primeira banda de que fez parte foi a Paddy, Klaus & Gibson, tocando em clubes na Alemanha. Posteriormente, ao fecharem algumas apresentações na Inglaterra, foram vistos por Brian Epstein, empresário dos Beatles, que após assistir ao show da banda assinou um contrato para empresaria-los.
Em 1965 Klaus recebeu um telefonema de John Lennon pedindo que fizesse a arte da capa para o LP seguinte dos Beatles. Aceitando o desafio, Klaus passou as semanas seguintes tentando diferentes ideias. Queria manter a ideia em torno dos cabelos dos Beatles. Assim esboçou o perfil dos quatro integrantes utilizando apenas a lembrança dos traços de cada um colando fotografias dentro e em volta do desenho. A capa do LP Revolver enfim estava pronta e todos os Beatles gostaram do trabalho. Posteriormente, em 1966 a capa do LP Revolver ganhou o Grammy de Melhor Capa de Álbum - Arte Gráfica ("Best Album Cover, Graphic Arts").
Entre 1966 e 1969 Klaus tocou contrabaixo na banda Manfred Mann. Nesse tempo também recebeu convites para tocar com os The Hollies e também o Moody Blues. Preferiu ficar na Manfred Mann onde conseguiram relativo sucesso destacando a canção The Mighty Quinn, de autoria de Bob Dylan, que teve Klaus atuando no contrabaixo, flauta e backing vocals.
Em 1969, a convite de John Lennon, juntou-se a nova banda formada por John e Yoko Ono, a Plastic Ono Band. John explicou seu plano para Klaus: em dois dias iriam voar até Toronto, no Canadá, e tocariam no Live Peace in Toronto 1969 com quatro pessoas que nunca tocaram juntas. Os quatro integrantes, além de Yoko eram: John Lennon, Klaus Voormann, Eric Clapton e um jovem baterista desconhecido na época chamado Alan White.

## Anos 70 músico de estúdio e artista gráfico
Desse período em diante tornou-se um requisitado músico de estúdio tendo trabalhado com Lou Reed, Carly Simon, James Taylor, Harry Nilsson entre outros.
Entre maio e agosto de 1970, a convite de George Harrison, participou das gravações de seu álbum triplo All Things Must Pass com Eric Clapton, Billy Preston, Ringo Starr e Bob Dylan, entre outros. A pedido de John Lennon trabalhou  no álbum de Yoko Ono Yoko Ono/Plastic Ono Band.
Com George Harrison participou do projeto Concerto para Bangladesh em 1 de agosto de 1971, no Madison Square Garden em Nova Iorque, Estados Unidos.
Em 1971 mudou-se para Los Angeles para trabalhar no disco Walls and Bridges de John Lennon. Nesse ano também participou das seções de gravação do álbum Imagine com John Lennon e George Harrison. Em 1973 tocou no LP de Ringo Starr chamado Ringo. Neste álbum de Ringo, Klaus tocou contrabaixo na faixa I'm The Greatest onde Ringo fez os vocais e tocou bateria, George Harrison na guitarra, John Lennon no piano e backing vocals e Billy Preston tocando órgão.
Em 1979 Klaus retornou para Alemanha, onde produziu três álbuns de estúdio e um ao vivo da banda alemã Trio. Produziu também o hit internacionalmente conhecido da banda: "Da Da Da". Após a dissolução do Trio, em 1986, Klaus produziu o primeiro disco solo do cantor Stephan Remmler e também do baterista Peter Behrens.

## Anos 80, 90 e 2000
Retirou-se da música em 1989 para dar maior atenção a sua família. Vive perto de Munique com sua segunda esposa, Christine, e seus dois filhos nascidos em 1989 e 1991. De tempos em tempos participa de programas de TV e documentários sobre os anos 60, The Beatles ou quando o assunto é sobre sua famosa capa do álbum Revolver.
Em 1996, Klaus foi convidado pela Apple Records para desenhar as capas para o projeto The Beatles Anthology. O projeto basicamente foi orientado para os três CDs da série e também para todos os produtos relacionados (livro, vhs e DVD). Contou com a ajuda de seu amigo e artista Alfons Kiefer.
Em abril de 2003, desenhou a capa do disco Voormann Scandinavian Leather para a banda norueguesa Turbonegro. No mesmo ano, em outubro, publicou sua autobiografia Warum spielst du Imagine nicht auf dem weißen Klavier, John? (Por que você não toca Imagine no piano branco, John?). O livro dá especial destaque para a década de 1960 e 1970, abrangendo a amizade com os Beatles e de outros músicos e artistas, bem como a sua vida privada.
Em 2005 A rede de televisão britânica BBC exibiu o documentário Stuart Sutcliffe: The Lost Beatle com depoimentos de Klaus e também seu desenhos dos Beatles em Hamburgo.
Em 2007, criou a capa do álbum Timeless do grupo Wet Wet Wet.
Em 2008  gravou a canção For What It's Worth com Eric Burdon e Max Buskohl.

## Discografia parcial
Com Manfred Mann
Álbuns lançados no Reino Unido:
- As Is
- Soul of Mann
- Up The Junction (Original Soundtrack Recording)
- What A Mann
- Mighty Garvey!

Álbuns lançados nos EUA:
- Pretty Flamingo
- Up The Junction (Original Soundtrack Recording)
- Mighty Garvey!

Com Plastic Ono Band
- Live Peace in Toronto 1969
- John Lennon/Plastic Ono Band
- Yoko Ono/Plastic Ono Band

Com John Lennon
- Wedding álbum
- Imagine
- Some Time in New York City
- Walls and Bridges
- Rock 'n' Roll

Com George Harrison
- All Things Must Pass
- Concerto para Bangladesh
- Living in the Material World
- Extra Texture (Read All About It)
- Concert For George

Com Ringo Starr
- Sentimental Journey - Arranjo instrumental para a faixa "I'm A Fool To Care"
- Ringo
- Goodnight Vienna
- Ringo's Rotogravure

Outros artistas
- Transformer - Lou Reed
- No Secrets - Carly Simon
- Music Life - Glay